# Ziua mondială fără tutun

Ziua mondială fără tutun se serbează în toată lumea, în fiecare an pe 31 mai. Se intenționează să se încurajeze o perioadă de abstinență de 24 de ore de la toate formele de consum de tutun din întreaga lume. Ziua este menită, de asemenea, să atragă atenția asupra prevalenței răspândite a consumului de tutun și asupra efectelor negative asupra sănătății, care în prezent duc la peste 7 milioane de decese în fiecare an la nivel mondial, dintre care 890 000 sunt rezultatul expunerii nefumătorilor la afecțiuni secundare, fumul altor fumători.  În ultimii peste douăzeci de ani, ziua a fost întâmpinată cu entuziasm și rezistență în întreaga lume de la guverne, organizații de sănătate publică, fumători, cultivatori și industria tutunului.
Organizația Mondială a Sănătății a declarat această zi, "Ziua Mondială fără Tutun" în anul 1987 într-o inițiativă de a atrage atenția asupra pericolul utilizării tutunului pentru societate, nu numai pentru fumători.
Din 1990, sloganul acestei zile diferă în fiecare an.
- 1990 : Copilărie și tinerețe fără tutun
- 1991 : Locurile publice: mai bune fără tutun
- 1992 : Locurile de muncă fără tutun: mai sigure și mai sănătoase
- 1993 : Servicii de sănătate: ferestrele noastre pentru o lume fără tutun
- 1994 : Media și tutunul: transmite mesajul lumii
- 1995 : Tutunul este mai scump decât se crede
- 1996 : Sportul și artele în afara tutunului: jucați, câștigați fără tutun
- 1997 : Toți uniți pentru o lume fără tutun
- 1998 : Tinerii împotriva tabagismului
- 1999 : Sevrajul tabagic
- 2000 : Fumatul ucide - Nu te lăsa înșelat
- 2001 : Fumatul celor de lângă tine te poate ucide
- 2002 : Sporturi fără tutun - Jucați curat!
- 2003 : Filmul sau moda fără tutun
- 2004 : Tutunul și sărăcia
- 2005 : Profesioniștii de sănătate împotriva fumatului
- 2013 : Radio Republica Verde rulează! Fără tutun.
- 2014 : Creșterea taxelor pentru tutun
- 2015 : Opriți comerțul ilicit cu produse din tutun
- 2016 : Pregătiți-vă pentru un ambalaj simplu
- 2017 : Tutunul – o amenințare în calea dezvoltării